# Saint-Quentin-en-Tourmont
Saint-Quentin-en-Tourmont is een gemeente in het Franse departement Somme (regio Hauts-de-France). De gemeente telt 334 inwoners (1999). De plaats maakt deel uit van het arrondissement Abbeville. 

## Geschiedenis
In 986 werd het dorp voor het eerst vermeld en wel als Taurimons juxtamare.
Het dorp lag vroeger (9e eeuw) dichter bij de zee en had zelfs een haventje. Maar het oprukkende zand dwong het dorp zich landinwaarts te verplaatsen. Naar verluidt kwamen in het dorp diverse schipbreukelingen aan die zich met de bevolking vermengden, zoals de bemanning van een schip van de Spaanse Armada dat er in 1588 strandde. In 1728 klaagde de pastoor al dat veel van de tiendplichtige landbouwgrond verloren was gegaan door het oprukkende zand en ook de kerken ondergingen dit lot. 
De 18de-eeuwse Cassinikaart toont het dorp St. Quentin en Tourmont, gelegen in Le Marquenterre, met ten westen een breed duinengebied.
Op het eind van het ancien régime op het eind van de 18de eeuw, toen de gemeenten werden gecreëerd, werd Saint-Quentin-en-Tourmont een gemeente. Het dorp lag in het zuiden van de gemeente, die de hele kuststrook met duinen en garennes bestreek van aan de baai van de Somme in het zuiden tot aan de baai van de Authie in het noorden.
In 1812 strandde er een walvis.
In de tweede helft van de 19de eeuw begon zich in het noorden van buurgemeente Quend de badplaats Fort-Mahon te ontwikkelen, nabij het duinengebied van Saint-Quentin-en-Tourmont en iets zuidelijker begon eind 19de eeuw ook de ontwikkeling van wat de badplaats Quend-Plage zou worden. In 1899 wisselden de gemeente Saint-Quentin-en-Tourmont en Quend stukken grondgebied uit. Een noordelijk stuk grondgebied van Saint-Quentin-en-Tourmont werd overgeheveld naar buurgemeente Quend, waar de badplaatsen Fort-Mahon-Plage en Quend-Plage zich zo konden ontwikkelen. Een stuk grondgebied in het uiterste zuiden van Quend, met de gehuchten Bout des Crocs en Haie Penée werd overgeheveld naar Saint-Quentin-en-Tourmont.

## Bezienswaardigheden
- De Sint-Kwintenskerk (Église Saint-Quentin) van 1778. Deze werd gebouwd nadat twee voorgaande kerken onder het zand werden bedolven.

## Natuur en landschap
Saint-Quentin-en-Tourmont ligt in de streek Marquenterre. Ten westen van het dorp ligt het Parc du Marquenterre, een ornithologisch park. In het oosten ligt het Canal du Marquenterre, dat het moerasgebied en polderland uitwatert op de Authie. De hoogte bedraagt 2-36 meter.
Merkwaardig zijn de zogeheten crocs, dat zijn duinen die door winderosie zijn vervormd.

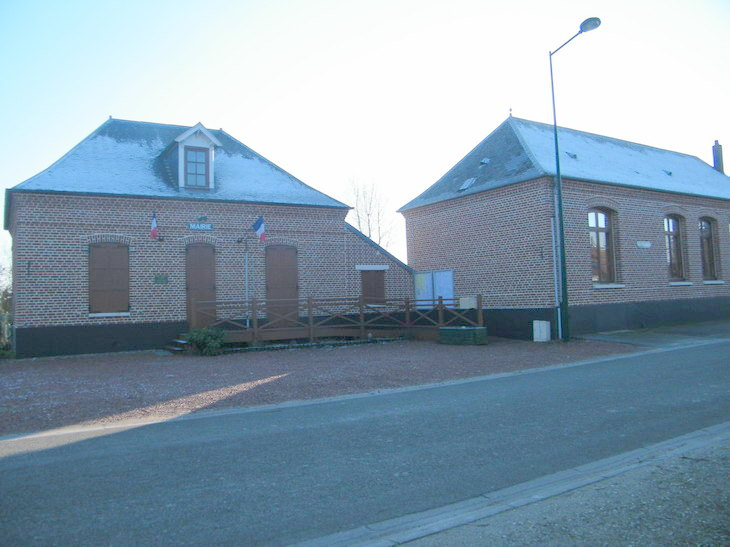
Gemeentehuis
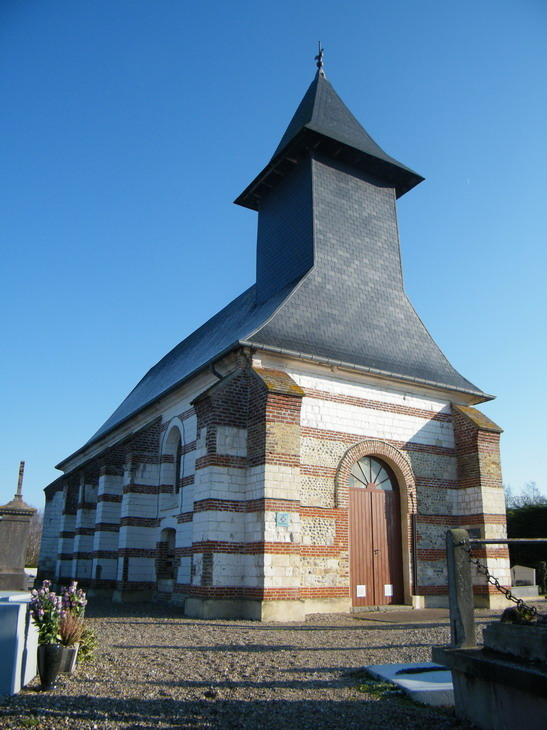
Kerk van Saint-Quentin-en-Tourmont
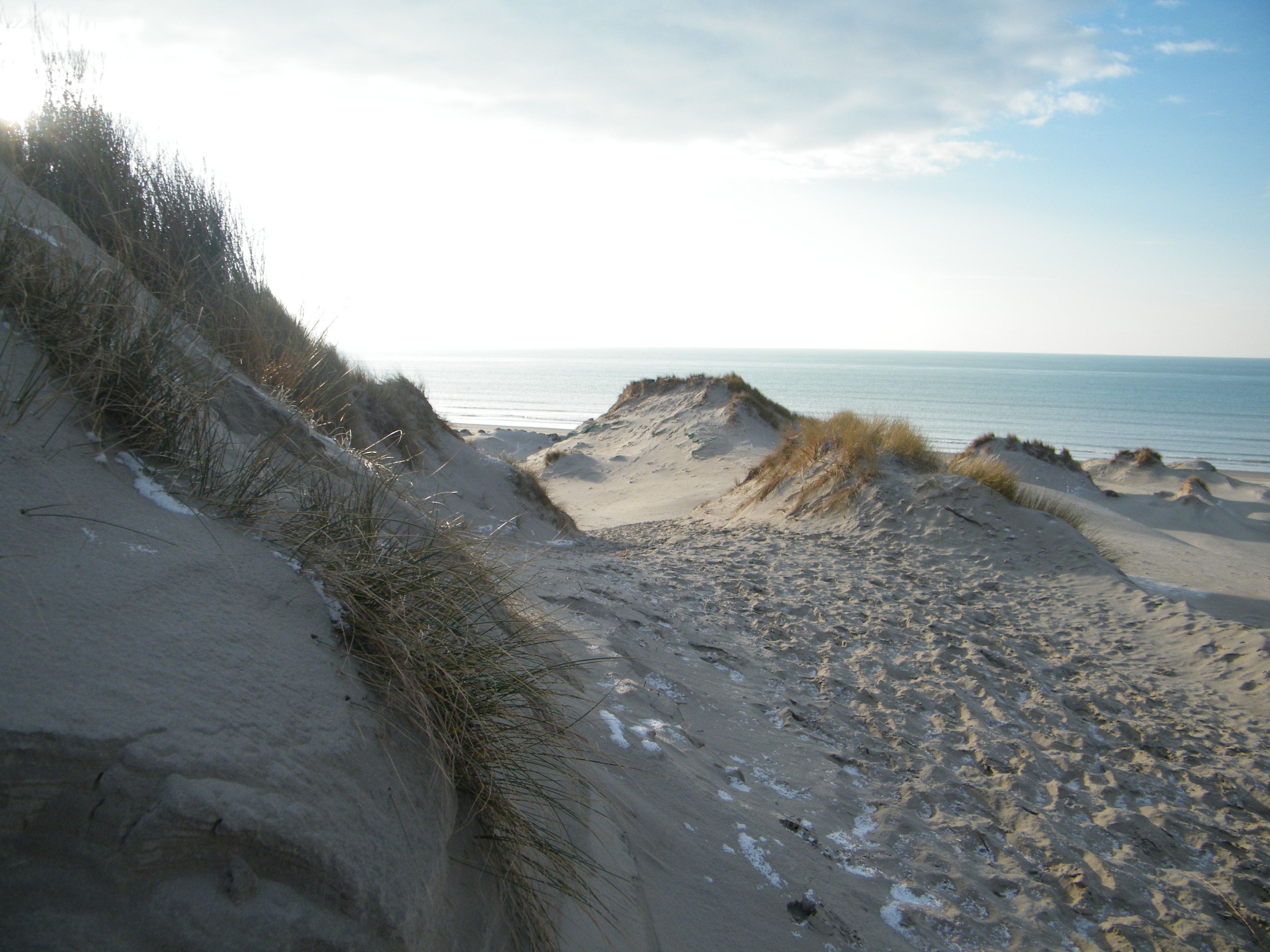
Duinen bij Saint-Quentin-en-Tourmont

## Geografie
De oppervlakte van Saint-Quentin-en-Tourmont bedraagt 34,3 km², de bevolkingsdichtheid is 9,7 inwoners per km².
De onderstaande kaart toont de ligging van Saint-Quentin-en-Tourmont met de belangrijkste infrastructuur en aangrenzende gemeenten.

## Demografie
Onderstaande figuur toont het verloop van het inwonertal (bron: INSEE-tellingen).

## Trivia
Het dorp komt voor in de roman Les Vrilles de la Vigne (1908) van Colette.

## Nabijgelegen kernen
Rue, Quend, Fort-Mahon-Plage